# Ludovic Capelle
Ludovic Capelle (Namen, 27 februari 1976) is een Belgisch voormalig wielrenner.

## Carrière
Ludovic Capelle werd beroepswielrenner in 1998. In 1996 begon hij op proef bij de Mapei-ploeg van Patrick Lefevere, maar Capelle kreeg er geen contract aangeboden. Zijn belangrijkste overwinning is het Belgisch kampioenschap op de weg in 2001.

## Doping
Op 5 oktober 2005 werd Capelle voor 18 maanden geschorst door de Belgische Wielerbond wegens dopinggebruik. Capelle had positief getest op epo na de wedstrijd Gullegem Koerse op 7 juni 2005. Hij werd door zijn ploeg Landbouwkrediet-Colnago ontslagen. Later werd de straf echter door de Raad van State ongeldig verklaard wegens procedurefouten: Capelle was na de wedstrijd in Gullegem niet bij lottrekking aangeduid voor de dopingcontrole, zoals op het controleblad vermeld stond. Uiteindelijk werd Capelle door de Disciplinaire Raad van de Vlaamse Gemeenschap op 25 april 2006 vrijgesproken en kon hij op zoek gaan naar een ploeg. 
Op 19 november 2008 kondigde Capelle aan dat hij een punt zou zetten achter zijn wielercarrière maar is daar negen dagen later op teruggekomen. 
Op 28 november 2008 werd bekend dat Capelle zou rijden voor het Luxemburgse Continental Team Differdange. Na afloop van dat seizoen beëindigde hij dan toch zijn professionele wielerloopbaan.

## Overwinningen
1995
- 2e etappe Ronde van Namen

1996
- Ronde van Vlaanderen, U23

1997
- Kampioenschap van Vlaanderen Gits, Amateurs
- Ronde van Vlaanderen, U23
- 3e etappe Ronde van Luik

1998
- 2e etappe Ronde van het Waalse Gewest

1999
- 4e etappe Tour de la Somme
- 3e etappe Ronde van Het Waalse Gewest

2000
- Tour de la Haute-Sambre

2001
- Belgisch kampioen op de weg, Elite

2002
- 1e etappe Circuit Cycliste de la Sarthe
- tweede plaats op het Belgisch kampioenschap op de weg

2003
- Scheldeprijs

2004
- Dwars door Vlaanderen
- GP d'Isbergues
- 5e etappe Tour du Poitou-Charentes et de la Vienne

## Resultaten in voornaamste wedstrijden
| Jaar | Ronde van Italië | Ronde van Frankrijk | Ronde van Spanje |
| ---- | ---------------- | ------------------- | ---------------- |
| 1996 |                  |                     |                  |
| 1999 |                  |                     |                  |
| 2000 |                  |                     |                  |
| 2001 |                  | opgave              |                  |
| 2002 |                  |                     |                  |
| 2003 |                  |                     |                  |
| 2004 |                  |                     |                  |
| 2005 |                  |                     |                  |

| Jaar | Gent-Wevelgem | Ronde van Vlaanderen | Parijs-Roubaix | Amstel Gold Race | Parijs-Brussel | Dwars door Vlaanderen |  | WK op de weg |
| ---- | ------------- | -------------------- | -------------- | ---------------- | -------------- | --------------------- |  | ------------ |
| 1996 |               |                      |                |                  | 119e           |                       |  |              |
| 1999 | 43e           |                      |                |                  |                |                       |  |              |
| 2000 |               |                      |                |                  | ↑              |                       |  |              |
| 2001 |               | 85e                  | opgave         |                  | 9e             |                       |  |              |
| 2002 |               |                      | 35e            |                  | 16e            | 57e                   |  | 25e          |
| 2003 | 31e           | 59e                  | 41e            | opgave           |                |                       |  |              |
| 2004 |               |                      | opgave         |                  |                | Goud                  |  |              |
| 2005 |               |                      |                |                  | 22e            | 11e                   |  |              |

## Ploegen
- 1996-Mapei-GB (stagiair)
- 1997-Lotto-Mobistar (stagiair)
- 1998-Home Market-Ville de Charleroi
- 1999-Home Market-Ville de Charleroi
- 2000-Ville de Charleroi-New Systems
- 2001-Ag2r Prévoyance
- 2002-Ag2r Prévoyance
- 2003-Landbouwkrediet-Colnago
- 2004-Landbouwkrediet-Colnago
- 2005-Landbouwkrediet-Colnago
- 2007-Roubaix Lille Métropole
- 2008-Rietumu Bank-Riga
- 2009-Continental Team Differdange